# Żyły piersiowe wewnętrzne

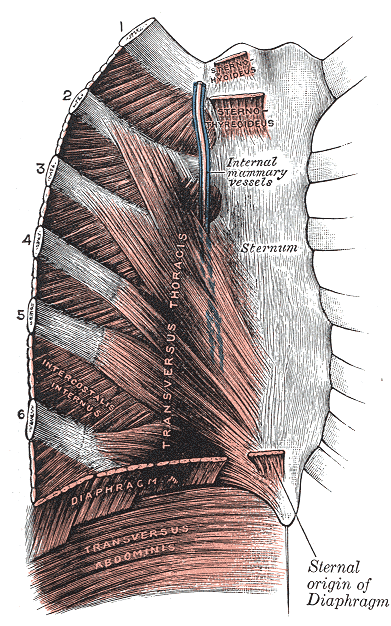
Żyła i tętnica piersiowa wewnętrzna podpisane jako "internal mammary vessels".

Żyły piersiowe wewnętrzne, żyły sutkowe wewnętrzne (łac. venae thoracicae internae, venae mammariae internae) – w anatomii człowieka żyły klatki piersiowej. Powstają z połączenia żył nabrzusznych górnych i żył mięśniowo-przeponowych. Ich dopływami są żyły międzyżebrowe przednie, a także gałęzie przeszywające i gałęzie mostkowe. W swoim przebiegu żyły piersiowe wewnętrzne towarzyszą tętnicom piersiowo-wewnętrznym, przy czym każdej z tętnic (prawej i lewej) towarzyszą początkowo zazwyczaj dwie żyły, które po wyjściu nad mięsień poprzeczny klatki piersiowej (na wysokości trzeciej chrząstki żebrowej) łączą się we wspólny pień, przebiegający po przyśrodkowej stronie tętnicy i wpadający do żyły ramienno-głowowej. Oba pnie, prawy i lewy, łączą się kilkoma poprzecznymi naczyniami.